# Альбрехт III (герцог Саксен-Лауенбургу)
Альбрехт III (нім. Albrecht III. von Sachsen; 1281 — 1308) — герцог Саксонський у 1282—1296 роках, герцог Саксен-Лаенбурзький в 1296—1303 роках (спільно з братами Іоганном II і Еріхом I), герцог Саксен-Рацебурзький в 1303—1308 роках.

## Життєпис
Походив з династії Асканіїв. Другий син Йоганна I, герцога Саксонії, та Інгеборги Біргерсдоттер. Народився 1281 року. У 1282 році батько офіційно передав свої володіння Альбрехту та його братам Еріху і Іоганну, які розділили титул герцога Саксонії зі стрийком Альбрехтом II. Фактично керування здійснював останній через малий вік його небожів.
20 вересня 1296 року Альбрехт III, його брати, що досягли повноліття, і Альбрехт II поділили Саксонію, внаслідок чого в Саксен-Лауенбургу Альбрехт III став панувати спільно з братами. 1302 року одружився.
У 1303 році відбувся новий поділ володінь, в результаті Альбрехт III і після цього розподілили володіння отримав герцогство Саксен-Рацебург (територію навколо Рацебургу і Бельціг). При цьому ексклав Гадельн залишився в спільному правлінні.
Помер у 1308 році. Його брат Еріх I успадкував частину земель, в той час як вдова Альбрехта III зберегла частину земель під вдовину частку. При цьому діти Альбрехта III були відсторонені від управління й ніколи не стали герцогами.

## Родина
Дружина — Маргарита, донька Альбрехта III Асканія, маркграфа Бранденбург-Зальцведеля.
Діти:
- Альбрехт (д/н—1344)
- Еріх (д/н—1338)